# Desperate Housewives: il videogioco
Desperate Housewives: il videogioco (Desperate Housewives: The Game) è un videogioco per Microsoft Windows uscito nel 2006 ed ispirato alla celebre serie TV Desperate Housewives.

## Modalità di gioco
Impersonando la casalinga di Wisteria Lane, nuovo personaggio, si potrà scegliere le amicizie e chi tradire. Nel gioco siamo sposati con un medico e abbiamo un figlio adolescente.  Durante il gioco compaiono i personaggi della serie come Susan, Bree, Lynette, Gabrielle ed Edie. Diviso in 12 livelli o episodi comprenderemo meglio anche il nostro personaggio.

## Personaggi
- Susan Mayer, una volta era sposata ma il marito l'ha tradita e hanno divorziato, ha una figlia adolescente. Si sposerà con l'idraulico Mike Delfino.
- Bree Van De Kamp, con due figli Andrew e Danielle.
- Lynette Scavo e suo marito, Tom: una coppia che si ama con quattro figli.
- Carlos Solis, stanco dei continui tradimenti della moglie non ha più fiducia nelle donne.
- Edie Britt, agente immobiliare di Wisteria Lane, abile seduttrice.
- Mike Delfino, Misterioso idraulico.
- Paul Young, la moglie Mary Alice si è suicidata, si sente colpevole e vorrebbe stare vicino al figlio, Zach.
- Daniel e Frank Fox, gemelli, il primo stilista il secondo passa il suo tempo davanti al computer.
- La signora Davenport, vedova ossessionata dalla botanica, impicciona anche se sa tenere i segreti.